# Johan III van Navarra
Johan III van Navarra, geboren als Johan van Albret (Ségur, 1469 - Monein, 14 juli 1516), was van 1481 tot aan zijn dood graaf van Périgord en Limoges en van 1484 tot aan zijn dood iure uxoris koning van Navarra en graaf van Foix. Hij behoorde tot het huis Albret.

## Levensloop
Johan III was de oudste zoon van graaf Alain van Albret uit diens huwelijk met Francisca van Châtillon, gravin van Périgord en Limoges. Na de dood van zijn moeder in 1481 erfde hij haar bezittingen.
In 1484 huwde hij met koningin Catharina van Navarra (1470-1517), die een jaar eerder haar broer Frans I was opgevolgd. Hierdoor werd Johan iure uxoris koning van Navarra en graaf van Foix. Hij deelde Catharina's taken met betrekking tot de regering van Navarra. Tot 1494 werd Navarra echter geregeerd door Catharina's moeder Magdalena van Valois. Bovendien werd ze hun hele regering geconfronteerd met de aanhoudende militaire en diplomatieke druk van koning Ferdinand II van Aragón op de Navarrese troon, waarbij die gesteund werd door de Beaumonteses, een strekking binnen de adel. Op 10 januari 1494 werden Catharina en Johan III in Pamplona gekroond.
In 1512 werd Navarra binnengevallen door een Castiliaans-Aragonees leger aangevoerd door Ferdinand II van Aragón, wiens tweede echtgenote Germaine van Foix een nicht van Catharina was. De Castiliaanse troepen aangevoerd door de hertog van Alba veroverden Saint-Jean-Pied-de-Port en de omliggende gebieden. De Castilianen stootten op fel verzet van lokale edelen die Johan en Catharina steunden, maar slaagden erin om het gebied te behouden. Na afloop van de invasie werden de delen van Navarra die zich ten zuiden van de Pyreneeën bevonden als onafhankelijk koninkrijk bij Castilië gevoegd. Ferdinand II kwam aan het hoofd van dit koninkrijk en legde in 1515 de eed af waarin hij zwoer de Navarrese wetten en instituties te respecteren.
De koninklijke familie zocht zijn toevlucht in Béarn, een koninklijk domein in de Pyreneeën dat aan Neder-Navarra grensde. In 1510 hadden het parlement van Navarra en de Staten-Generaal van Béarn een wet goedgekeurd waarin ze afspraken om een confederatie te vormen, om een betere verdediging tegen buitenlandse agressie te garanderen. De belangrijkste basissen van Catharina en Johan III in Béarn waren hoofdstad Pau en daarna Orthez en Tarbes.
Na de dood van Ferdinand II in januari 1516 stelde Johan III in Sauveterre-de-Béarn een leger samen, dat bestond uit Navarrese bannelingen en mannen uit alle domeinen van zijn koninkrijk, voornamelijk Béarn. Het leger, dat slechts uit een paar honderd man bestond, probeerde Navarra te heroveren. De poging mislukte, twee contingenten die onder leiding van maarschalk Pedro de Navarra door de Pyreneeën reisden, werden door Castiliaanse spionnen verraden aan kardinaal Francisco Jiménez de Cisneros en gevangengenomen.
De nederlagen en zijn mislukte diplomatieke pogingen om Navarra terug te winnen, maakten Johan III depressief. In juni 1516 overleed hij in het kasteel van Monein in Béarn, een dodelijke koorts was hem fataal geworden. Tot zijn laatste ogenblikken was Johan bezig met het terugwinnen van Navarra, op zijn sterfbed stelde hij Catharina voor om een vertegenwoordiger naar de Cortes te sturen en er de teruggave van Navarra te vragen. Hij wenste bijgezet te worden in de Kathedraal van Pamplona, maar door de Spaanse bezetting kon daar geen sprake van zijn. In plaats daarvan werd zijn lichaam bijgezet in de Kathedraal van Lescar. Zijn echtgenote Catharina, die enkele maanden later stierf, werd daar ook bijgezet.
Omdat Johan voor zijn vader was gestorven, heeft hij diens domeinen nooit geërfd.

## Nakomelingen
Johan III en zijn echtgenote Catharina kregen volgende kinderen:
- Anna (1492-1532)
- Magdalena (1494-1504)
- Catharina (1495-1532), abdis in Caen
- Johanna (1496)
- Quiteria (1499-1536), abdis in Montivilliers
- Andreas (1501-1503)
- Hendrik II (1503-1555), koning van Navarra
- Buenaventura (1505-1510/1511)
- Martinus (1506-1512)
- Frans (1508-1512)
- Karel (1510-1528), stierf in krijgsgevangenschap na zijn deelname aan de Oorlog van de Liga van Cognac
- Isabella (1513/1514-1555), huwde met burggraaf René I van Rohan

- Bibliothèque nationale de France: cb15077350c (data)
- Gemeinsame Normdatei: 1017431035
- International Standard Name Identifier: 0000 0000 5448 1920
- Library of Congress Control Number: nr2007010692
- Système universitaire de documentation: 139186360
- Virtual International Authority File: 4896564
- WorldCat: E39PBJr7QkR7WRX9xrPPvkBXVC